# 소노기역
소노기역(일본어: 彼杵駅)은 일본 나가사키현 히가시소노기군 히가시소노기정에 위치한 규슈 여객철도 오무라 선의 철도역이다. 상대식 승강장 2면 2선의 구조를 갖춘 지상역이다.

## 타는 곳
| 1 | ■ 오무라 선 | 하행 | 오무라 · 이사하야 · 나가사키 방면   |
| 2 | ■ 오무라 선 | 상행 | 하우스텐보스 · 하이키 · 사세보 방면 |

## 이용 현황
| 승차 인원 추이 | 승차 인원 추이 |
| 연도           | 1일 평균       |
| -------------- | -------------- |
| 2000           | 404            |
| 2001           | 397            |
| 2002           | 400            |
| 2003           | 383            |
| 2004           | 359            |
| 2005           | 360            |
| 2006           | 356            |
| 2007           |                |
| 2008           |                |
| 2009           |                |
| 2010           | 334            |

## 역 주변
- 히가시소노기 정청
- 국도 제34호선 · 국도 제205호선

## 인접 역
| 큐슈여객철도 오무라 선 | 큐슈여객철도 오무라 선   | 큐슈여객철도 오무라 선            |
| ---------------------- | ------------------------ | --------------------------------- |
| 가와타나 하이키 방면   | ■ 쾌속 '시사이드 라이너' | 다케마쓰 이사하야 · 나가사키 방면 |
| 가와타나 하이키 방면   | ■ 보통                   | 지와타 이사하야 · 나가사키 방면   |